# Škoda 445
Škoda 445 (typ 985) − samochód osobowy, który był produkowany przez czechosłowacką firmę Škoda w Mladá Boleslav od roku 1957 do 1959 roku.
Model 445 z wyglądu nie różnił się od modelu 440. Posiadał jednak silnik o większej pojemności i uzyskiwał moc większą o 5 KM. W latach 1957–1959 wyprodukowano 9375 egzemplarzy tego samochodu.
W roku 1959 model 445 został zastąpiony przez Škodę Octavię Super.